# Genética para conservação
Genética para conservação é um campo da genética que busca conservar a diversidade genética de populações, especialmente de espécies ameaçadas ou em vias de extinção. Ela se debruça sobre os fenômenos que surgem com a diminuição da variedade genética e suas consequências para a espécie, fornecendo meios de solucioná-las.
A genética para conservação se utiliza de conhecimentos e técnicas das áreas de genética evolutiva e genética quantitativa, mas se diferencia ao focar em espécies que sofrem com a redução do tamanho populacional. A teoria da genética de populações aponta que há uma relação estreita entre a diversidade genética e o tamanho populacional e, quando pequenas, há impactos negativos na aptidão da espécie. Ao estudar populações vulneráveis, a genética para conservação consegue indicar grupos prioritários para conservação, além de apontar quais medidas são mais indicadas para o manejo. 

## História
Foi a partir de meados dos anos 80 que a genética para conservação surgiu como uma disciplina distinta das demais, após duas décadas de trabalhos publicados demonstrando o papel que a genética poderia assumir a favor da biologia da conservação    . Posteriormente, o advento das técnicas de genética molecular contribuiu amplamente para a consolidação da genética para conservação, permitindo medir diretamente a diversidade genética e o fluxo gênico entre diferentes populações.   
Os avanços reafirmaram a relação entre o tamanho populacional e a diversidade genética de uma população, demonstrando que cerca de 77% das espécies ameaçadas possuem diversidade genética inferior à de espécies relacionadas que estejam fora de risco. Espécies ameaçadas possuem em média 60% da diversidade genética de espécies não ameaçadas, em razão da grande redução do tamanho populacional.

## Diversidade genética e sua relevância
A diversidade genética corresponde à variedade de alelos e genótipos possuída por uma dada população estudada. São os genes que irão definir quais fenótipos que um dado grupo apresenta, proporcionando as diferenças morfológicas, fisiológicas e etológicas encontradas internamente. Essa variedade é importante pois representa a aptidão que uma espécie possui para sobreviver às mudanças no meio ambiente. Em grupos cujo tamanho populacional esteja reduzido, a diversidade genética é diretamente impactada, dado que há uma relação estreita entre o número de indivíduos de uma população e a frequência de mutações que ocorreram nessa população. 
Populações de tamanho reduzido sofrem principalmente com a endogamia, ou seja, a reprodução entre indivíduos geneticamente semelhantes. Quão menor for o número de indivíduos em uma dada população, mais frequente será a reprodução de indivíduos que compartilham algum grau de parentesco. Já é amplamente conhecido na literatura que esse processo leva ao aumento de doenças e outras complicações na população. Genes deletérios podem se tornar mais frequentes conforme a população diminui de tamanho. A genética da conservação nesse caso consegue identificar o grau de endogamia em uma população e, a partir dessa informação, determinar quais são as melhores medidas para mitigar ou suprimir a endogamia.

## Aplicações
- Identificação de espécies que sofrem com diminuição da diversidade genética e mitigação de endogamia.
- Identificação da estrutura de populações fragmentadas.
- Resolução de incertezas taxonômicas.
- Detecção de áreas de hibridização e Unidades Evolutivamente Significativas (UES).
- Determinação de áreas e/ou populações preferenciais para ações de manejo e reintrodução.
- Análises forenses.
- Identificação na mudança de taxas de mutação em função de mudanças ambientais.
- Desenvolvimento de técnicas não-invasivas para análise genética.